# دف لپارد
دف لپارد (به انگلیسی: Def Leppard) تأسیس ۱۹۷۷، گروه هارد راک پر سابقه و پرفروش در تاریخ موسیقی راک از کشور انگلستان است.
مشهورترین آلبوم این گروه آلبوم هیستریا است. آهنگ جانور در یوتیوب به همراه آهنگهای دیگر این آلبوم باعث فروش ۲۰ میلیون نسخه از این آلبوم در سراسر جهان شده‌است.
از مشاهیر این گروه بریتانیایی، درامر چیره دست ولی تک دست این گروه، ریک آلن است. آلن در سال ۱۹۸۵ در یک تصادف رانندگی دست چپ خود را از دست داد. با این حال وی با  ابتکاری منحصربه‌فرد دستگاه درام خود را طوری تغییر داد که با همان یک دست و به کمک پاهایش قابلیت اجرای زنده را حفظ کرده و کماکان پا به پای گروه به نوازندگی ادامه دهد.